# Peritapnia pilosa
Peritapnia pilosa là một loài bọ cánh cứng trong họ Cerambycidae.